# Gina Fasoli
Luigina (Gina) Fasoli (Bassano del Grappa, 5 de junio de 1905-Bolonia, 18 de mayo de 1992) fue una historiadora italiana. Se convirtió en la primera mujer en ocupar una cátedra de Historia Medieval en Italia.

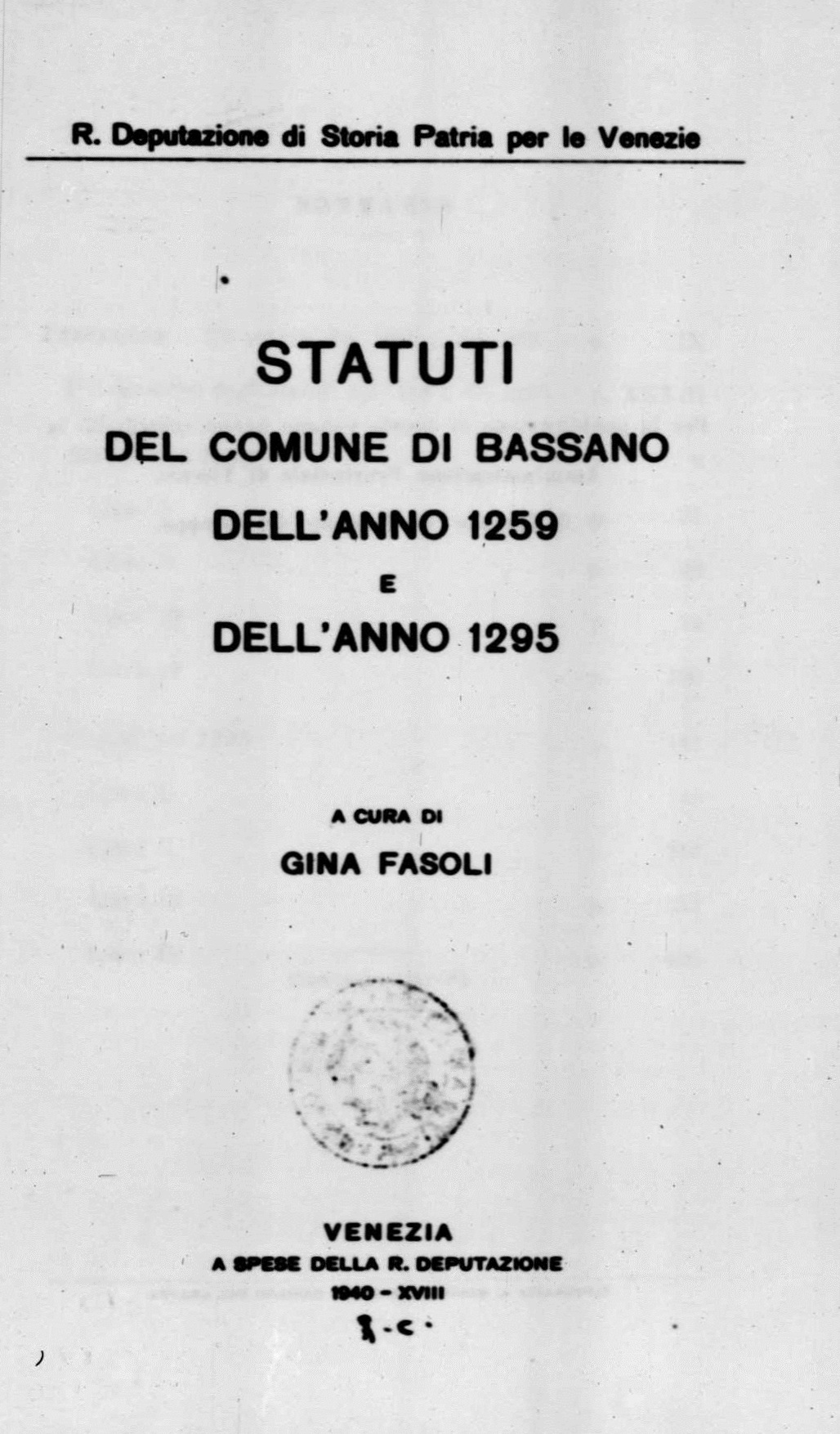
Estatutos del municipio de Bassano del año 1259 y del año 1295 (1940)

## Trayectoria
Gina Fasoli nació en Bassano, Italia, en una familia con tradiciones burguesas y académicas. Su padre, Arturo Fasoli, era ingeniero civil y murió cuando Gina tenía solo un año. Fue criada en un entorno que valoraba la educación y el pensamiento independiente, lo cual influyó profundamente en su desarrollo intelectual.
Terminados sus estudios de bachillerato en el Liceo Classico Minghetti de Bolonia, en 1922, a la edad de diecisiete años, se matriculó en la Facultad de Letras de la Universidad de Bolonia, donde se especializó en historia medieval, influenciada por figuras históricas locales como Ezzelino da Romano. Durante su carrera, Fasoli se destacó por su enfoque en la historia de los municipios medievales italianos y fue pionera en el estudio de la legislación antimagnate. Se doctoró en 1926 con una tesis sobre los estatutos inéditos del municipio de Bassano, dirigida por el paleógrafo Pietro Torelli, que marcó el comienzo de su carrera en la historiografía medieval.
Después de graduarse, fue alumna de Luigi Simeoni, que en 1927 fue convocado a la cátedra de historia medieval y moderna de la Universidad de Bolonia. Tras obtener su título, trabajó en el Archivo Estatal de Bolonia y publicó estudios fundamentales sobre la historia municipal de Bolonia y la relación entre las ciudades y sus territorios.
Fasoli fue profesora universitaria desde 1940, y la primera mujer italiana en ocupar una cátedra de Historia Medieval en Italia. Primero fue profesora en la Universidad de Bolonia y luego se trasladó a la Universidad de Catania, donde conoció a la historiadora y etnóloga Carmelina Naselli, su querida amiga. Luego regresó a Bolonia en 1957 para enseñar en la Facultad de Magisterio, donde fue nombrada profesora emérita en 1981.
Se ocupó principalmente de la época medieval, con intereses historiográficos que se centraban en la sociedad feudal, los lombardos y la historia de las ciudades. Contribuyó significativamente a la historia urbana y participó activamente en comisiones históricas internacionales.

## Reconocimientos
En 1980 recibió el Premio de cultura de la ciudad de Bassano. En 1987 recibió el Archiginnasio de Oro otorgado por el ayuntamiento de Bolonia. En 1989, recibió el premio del Grupo Austriaco de Trabajo para la Investigación de la Historia Urbana (Osterreichischer Arbeitskreis für Stadtgeschichte) de Linz.
En 2020, fue incluida dentro del proyecto “Mujeres Investigadoras en los Archivos Estatales (1900-1970)” para la descripción archivística y creación de un micrositio específico en el Portal de Archivos Españoles (PARES), desarrollado entre 2020-2023. Este proyecto ha sido impulsado por la Subdirección General de Archivos Estatales, con el objetivo visibilizar la labor de investigación realizada en España por las mujeres en el intervalo 1900-1970 partiendo de los registros documentales que se conservan en los Archivos de Gestión de los AAEE del Ministerio de Cultura (el Archivo Histórico Nacional, el Archivo de la Corona de Aragón, el Archivo General de Simancas, el Archivo General de Indias, el Archivo de la Real Chancillería de Valladolid, el Archivo General de la Administración y el Centro de Información Documental de Archivos).

## Obra
- (con Pietro Sella) Statuti di Bologna dell'anno 1288 (Vol. 1-2), Città del Vaticano 1937-39;
- Le incursioni ungare in Europa nel sec. 10º, 1945;
- I re d'Italia (888-962), 1949;
- Mondo feudale europeo, en Ernesto Pontieri (a cura di), Storia Universale Vallardi (direz. Ernesto Pontieri), 1959;
- Introduzione al feudalesimo italiano, 1959;
- Città e sovrani, 1963;
- (a cura di), Studi ezzeliniani, Roma, 1963;
- I Longobardi in Italia, 1965;
- Re Enzo tra storia e leggenda, in AA.VV., Studi in onore di Carmelina Naselli, II, Catania 1968;
- (con Francesca Bocchi), 'La città medievale italiana, Firenze, Sansoni, 1973;
- Scritti di storia medievale, Bologna, 1974;
- (curatrice) Stefaniana: contributi per la storia del complesso di S. Stefano in Bologna, Bologna, Deputazione di storia patria, 1985.